# Казачок, Александр Дмитриевич
Александр Дмитриевич Казачок (род. 29 мая 1932, Москва) — советский и российский скульптор. Работает преимущественно в области станковой скульптуры и портрета.

## Биография
Александр Казачок родился в Москве 29 мая 1932 года. В 1949—1956 годах учился в Московском высшем художественно-промышленном училище (бывшем Строгановском) у Г. И. Мотовилова и Е. Ф. Белашовой. Дипломная работа — декоративная композиция «Девочка с косулей».
С 1957 года принимал участие в художественных выставках. В 1960 году стал членом Союза художников СССР. В 1963 году вступил в КПСС. В 1964—1967 годах работал в мастерской С. Т. Конёнкова. Принимал участие в зарубежных выставках: в Польше (1958) и Венгрии (1979). Выставки произведений Александра Казачка проходили в 1965 году в Москве и в 1972 году в Мытищах.
Жил и работал в Москве, затем переехал в Переславль-Залесский.

## Работы

Скульптура «Прометей» в Волгореченске

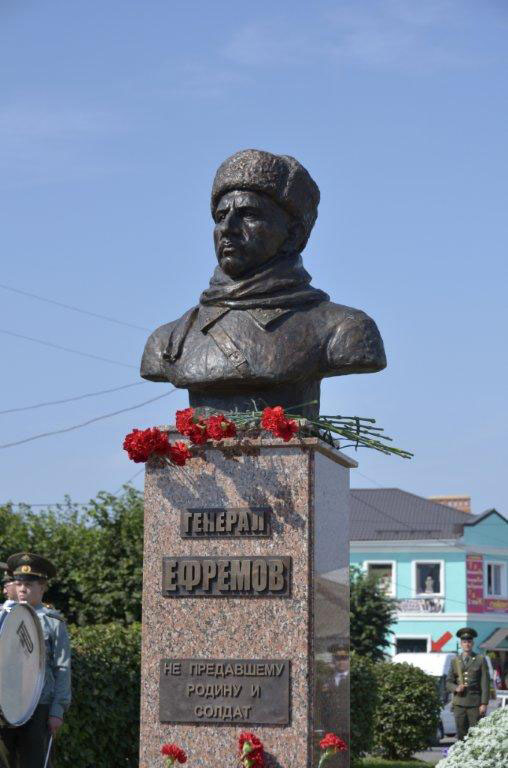
Памятник генералу М. Г. Ефремову в Тарусе

- Портрет отца (1957, гипс тонированный)[2]
- Портрет полковника Д. Н. Васильева (1958, мрамор)[2]
- «На путях» (1958, гипс)[3]
- «Рабочий» (1960, гипс)[3]
- Серия «Мурманские рыбаки» (1960, гипс)[2]
- «Портрет матери» (1961, чёрное дерево)[3]
- Серия «Сталевары» (1962, гипс, бронза)[2]; создана после творческой командировки в Магнитогорск[1].
- «Молодой строитель» (1964, гипс тонированный)[2]
- Портрет Народного артиста СССР Н. С. Плотникова (1970—1971, мрамор)[2]
- «С. Конёнков» (1973, дерево)[3]
- «Ф. Э. Дзержинский» (1973, бронза)[3]
- Памятник В. П. Снегирёву в Москве (1974, бронза, гранит; совместно с С. Т. Конёнковым, архитектор Е. Н. Стамо)[3][2]
- Портрет лётчика-космонавта СССР Ю. А. Гагарина (1975, дерево)[2]
- Скульптура «Прометей» в Волгореченске (1975, бронза; архитектор Г. Н. Миронов)[3][5]
- «Сестры» (1973—1976, мрамор)[2]
- Памятник В. И. Ленину в городе Каушаны, Молдавия (1976, бронза, гранит; архитектор Г. Н. Миронов)[3]
- «Вечный караул» (1977, бронза)[3]
- Портрет Л. Н. Толстого (1977, гипс тонированный)[2]
- «Портрет писателя В. Тублина» (1978, бронза)[3]
- «Портрет деревенского пожарника» (1978, бронза)[3]
- «Портрет студентки Гали» (1980, бронза)[3]
- Памятник павшим в Великой Отечественной войне в городе Коканд, Узбекистан (1981, рельеф, литьё, чугун, алюминий; архитектор Р. Ахмедов)[3]
- Портрет А. М. Горького (1982, гипс тонированный)[2]
- Памятник юному Петру I в музее-усадьбе «Ботик Петра I» (1992, бронза)[4][6]
- Памятник И. В. Цветаеву в Тарусе (2010)
- Памятник генералу М. Г. Ефремову в Тарусе (2011)
- Памятник Н. А. Заболоцкому в Тарусе (2015)